# Пероопашати посуми
Пероопашатите посуми (Acrobatidae) са малко семейство торбести бозайници от разред Diprotodontia. Включва само два рода с по един представител в тях.

## Разпространение
Торбестите мишеподобни бозайници от това семейство обитават източното крайбрежие на Австралия (Acrobates pygmaeus) и остров Нова Гвинея (Distoechurus pennatus).

## Описание
Двата вида от семейството са много малки по размер. Теглото им варира от 10 до 50 грама. Това поражда и някои трудности свързани с обмяната на веществата и поддържане на телесната температура. Затова, когато температурата на околната среда спадне или е ограничена храната те могат да изпаднат в състояние наречено торпор. То е различно от състоянието на хибернация, характерно за плацентните бозайници. Торпорът може да продължи между един ден и две седмици. В това състояние, дишането на животното се забавя, телесната температура пада до тази на околната среда и животното става бавно. И двата вида се хранят с нектар и полен, които се извличат от растенията с дългия език. В менюто им влизат и насекоми.